# Liste der Mätressen der Könige von Schottland
Als Mätresse (französisch maîtresse ‚Herrin, Meisterin‘) bezeichnete man eine öffentlich als solche bekannte Geliebte eines Fürsten, hochrangigen Adligen oder bedeutenden Amtsträgers. In gesellschaftlichen Verhältnissen, wo Ehen vorrangig unter politischen und materiellen Aspekten geschlossen wurden, hatten Männer häufig eine Konkubine („Beischläferin“), die sie, weil das ohnehin unmöglich gewesen wäre, nicht geheim zu halten versuchten, sondern „halb“ legitimierten. Meistens hatten sie zu ihnen eine engere affektive und geistige Beziehung als zu ihrer Gemahlin. Einige fürstliche Mätressen hatten nicht unbedeutenden politischen Einfluss. Der Begriff wurde umgangssprachlich auch als Synonym für „Geliebte“ benutzt, ist in dieser Bedeutung heute aber veraltet. Ein inzwischen ebenfalls historisch gewordenes Synonym ist Favoritin, doch bezeichnet dieser Begriff wohl einen weniger offiziellen Status als den der Mätresse.

## Liste der Mätressen
| Name                                  | Lebensdaten            | Regent von Schottland                                       | Nachwuchs | Abbildung |
| ------------------------------------- | ---------------------- | ----------------------------------------------------------- | --- | --------- |
| Elizabeth Mure                        | † vor Mai 1355         | Robert II. von Schottland, (verheiratet ab 1336)            | - Robert III. - Walter Stewart, Lord of Fife - Robert Stewart, Duke of Albany - Andrew Stewart, Earl of Buchan - Margaret Stewart (Ehefrau von John of Islay, Lord of the Isles) - Marjorie Stewart (verheiratet mit John Dunbar, 5. Earl of Moray und Alexander Keith) - Johanna Stewart (verheiratet mit Sir John Keith, Sir John Lyon und Sir James Sandilands) - Isabella Stewart (verheiratet mit James Douglas, 2. Earl of Douglas, David Edmonstone) - Katherine Stewart (verheiratet mit Sir Robert Logan of Grugar and Restalrig, Lord High Admiral of Scotland) - Elizabeth Stewart (verheiratet mit Thomas Hay, Lord High Constable of Scotland) |           |
| Lady Margaret Drummond                | 1340–1375              | David II. von Schottland                                    | keine Nachkommen |           |
| Lady Agnes Dunbar                     | 1340–1390              | David II. von Schottland, (Heirat geplant für Februar 1371) | keine Angaben |           |
| Lady Margaret Drummond                | 1475–1501              | Jakob IV. von Schottland                                    | Margaret |           |
| Lady Janet Douglas, Countess of Angus | 1483–1543              | Jakob IV. von Schottland                                    | einen Sohn |           |
| Marion Boyd                           | spätes 15. Jahrhundert | Jakob IV. von Schottland                                    | - Alexander, (* um 1490) - Catherine (Ehefrau von James Douglas, 3. Earl of Morton) |           |
| Euphemia Elphinstone                  | 11. Mai 1509–1542/1547 | Jakob V. von Schottland                                     | Robert Stewart, 1. Earl of Orkney |           |
| Lady Margaret Erskine                 | † 5. Mai 1572          | Jakob V. von Schottland                                     | James Stewart, 1. Earl of Moray |           |
| Clementina Maria Sophia Walkinshaw    | 1720–1802              | Charles Edward Stuart (Bonnie Prince Charlie)               | Charlotte Stuart, Duchess of Albany |           |